# سیارک ۶۱۹
سیارک ۶۱۹ (به انگلیسی: 619 Triberga، نامگذاری:1906WC) ششصد و نوزدهمین سیارک کشف شده‌است که در ۲۲ اکتبر ۱۹۰۶ و در هایدلبرگ کشف شد.
قدر مطلق سیارک برابر ۹٫۹۵ است.